# آشاغی کورکندی
آشاغی کورکندی (به انگلیسی: Aşağı Kürkəndi) یک روستا و دهکده در شهرستان سالیان در جمهوری آذربایجان است. جمعیت این روستا ۱۳۱۴ نفر است.